# نورمان سانت
نورمان سانت (22 أبريل 1901 - 15 أغسطس 1930) (بالإنجليزية: Norman Saint)‏ هو لاعب كريكت بريطاني وبريطاني (وحمل سابقاً جنسية المملكة المتحدة لبريطانيا العظمى وأيرلندا). شارك مع منتخب إنجلترا للكريكت.

## وصلات خارجية
- نورمان سانت على موقع إي آس بي آن كريك إنفو (الإنجليزية)